# シリア・セルジューク朝
シリア・セルジューク朝（アラビア語 : سلاجقة الشام Salājiqa al-Shām）は、セルジューク朝の地方政権のひとつで、セルジューク朝の東部辺境であったシリアに進出したイスラム王朝（1085年 - 1117年）。

## トゥトゥシュの時代
シリアのセルジューク朝は、セルジューク朝の中央政権（大セルジューク朝）の第2代スルタン、アルプ・アルスラーンの子トゥトゥシュが興した。セルジューク朝が西アジアに現れた当時はエジプトを本拠地とするファーティマ朝の支配下にあったシリアには、セルジューク朝の尖兵として、セルジューク家の宗主権を認めるトゥルクマーンの部族長アトスズが侵入していたが、ファーティマ朝との戦いが膠着したため大セルジューク朝第3代スルタンのマリク・シャーにより弟トゥトゥシュがシリアに派遣され、1078年に北シリア（現在のシリア・アラブ共和国）に入った。翌1079年、トゥトゥシュはアトスズを処刑し、ダマスカスを自らの手中に収める。
1086年には北のアナトリアを征服してルーム・セルジューク朝を立てたスライマーン・シャーが北シリアの主要都市のひとつアレッポに侵攻してきたためシリア北部を巡ってルーム・セルジューク朝と対立するが、トゥトゥシュはこれを破ってスライマーンを戦死させ、アレッポまで勢力を広げた。しかし、大セルジューク朝のマリク・シャーが一連の戦役に干渉するため自ら北シリアに進軍してアレッポやアンティオキアを自らの直接支配下に収めたため、スルタンとの対決を怖れたトゥトゥシュはシリア北部の領有を諦め、ダマスカスに後退した。マリク・シャーがシリアを引き上げると、トゥトゥシュはマリク・シャーの支援を受けてファーティマ朝と戦いを続ける。
1092年にマリク・シャーが没し、大セルジューク朝が後継者争いに入ると、トゥトゥシュはアレッポを本拠地に半独立の政権を形成したマリク・シャー配下の将軍アク・スンクルを殺害し、1094年までに北シリアの勢力圏を回復することに成功する。しかし、翌1095年にイランに入って前年に大セルジューク朝の単独のスルタンとなっていた甥バルキヤールクと戦い、レイの近郊で敗死した。

## シリア・セルジューク朝の分裂
トゥトゥシュが大セルジューク朝のスルタン位をめぐる争いに介入して敗死した後も、彼の二人の息子リドワーンとドゥカークは依然として北シリアに勢力を保ちつづけていた。リドワーンはアレッポを継承し、ドゥカークはダマスカスの総督によって担がれて、兄弟で父の築いた北シリアのシリア・セルジューク朝を二分割して支配した。彼らは十分に権力を確立していなかったバルキヤールクをスルタンと認めることを拒否し、それぞれがマリク（王）を称してアレッポとダマスカスに自立することとなった。
しかし、いずれもまだ年若かったリドワーンとドゥカークの兄弟はお互いにきわめて不仲で、北のアレッポのセルジューク政権と南のダマスカスのセルジューク政権の間では反目が続いた。1097年、パレスチナを目指しまずアナトリアを席巻した第1回十字軍が北シリアに現れアンティオキアを包囲したが、彼らはこの脅威に対してまったく有効な対処も一致団結した協力も行うことなく、アンティオキアからエルサレムに至る沿岸諸都市の征服を見逃すこととなった。
ダマスカスでは、トゥトゥシュに仕えるアミール（将軍）のひとりであったトゥグ・テギーンがドゥカークの後見役（アタベク）となり、政治の実権を握っていた。ドゥカークとトゥグ・テギーンはアンティオキアの救援に応じて軍を出したが、失敗に終わってみすみす兵を引く。
一方、アレッポでは、リドワーンがドゥカークの敗走を冷ややかに見ていたが、十字軍の略奪が自分の領内に及ぶに至ってアンティオキアに救援の兵を送るがこれも敗北してしまう。
応援を求める先のなくなったアンティオキアはモースル（ジャズィーラ地方、現在のイラク北部の都市）のアタベク、ケルボガ（カルブーカ）に救援を求めるが、彼とリドワーン、ドゥカークの連合軍が駆けつける前にアンティオキアは山頂の砦を残して陥落していた。しかも連合軍は士気が低く、これはケルボガがシリアでも大きな顔をすることを恐れたドゥカークが、ケルボガの軍勢に合流した際に、兵隊たちにケルボガの悪口を流したためであった。しかもアンティオキア山上の最後の決戦ではケルボガや領主の軍を置いてドゥカークらは先に退却し、結果ムスリム連合軍は壊走し十字軍によるアンティオキア陥落を許した。結局、ダマスカス・セルジューク政権は包囲の前に入って守りを固めた内陸のホムスのみを確保したにすぎなかった。

### ダマスカス政権の消滅
十字軍に抵抗せずひたすら屈従していたドゥカークは、領土であるゴラン高原の農村を十字軍に荒らされたと聞き、エルサレムを拠点に動いていたゴドフロワ・ド・ブイヨンとタンクレードの行軍を攻撃し敗走させるが、逆に彼らによるダマスカス近郊の略奪と破壊という報復を受け、ドゥカークは民衆や部下に見捨てられ始めた。しかしゴドフロワ・ド・ブイヨンの急死と、ボエモンが小アジアでセルジューク系の王ダニシュメンドに敗北し捕虜となった知らせを聞き、名誉回復のため自分も十字軍の諸侯を討とうとゴドフロワにかわりエルサレムに入る彼の弟エデッサ伯ボードワンの行路を待ち伏せする決意をする。ところが、十字軍に対すると同じくらいドゥカークによる専横と略奪を恐れていた豊かな港町トリポリのカーディー（法治官）ファクル・アル・ムルクは、ボードワンをひそかに迎え、なおかつ待ち伏せされている事を教えたため、ドゥカークは作戦に失敗し退却、ボードワンは無事エルサレムに入り「エルサレム王ボードワン1世」を名乗ることができ、「エルサレム王国」の誕生を許してしまう。
1102年、今度はトリポリが攻撃を受ける。相手はトゥールーズ伯レーモン4世（レーモン・ド・サン・ジル）で、「1101年の十字軍」を率いて小アジアに攻め込んだがクルチ・アルスラーン1世らの攻撃で壊滅し、シリアに着いたときはわずか数百騎の兵力だった。領主ファクル・アル・ムルクと救援に来たドゥカークの軍勢は数では圧倒的に有利だったが、ドゥカークの軍は十字軍を見ただけで退却して逃げてしまう。以前待ち伏せを密告されたことの仕返しだったのだろう。こうしてトリポリ軍は大敗し、十字軍の強力な拠点となるトリポリ郊外の城をレーモン・ド・サン・ジルが掌握することとなった。（この城が後の十字軍国家トリポリ伯国の母体となり、やがてトリポリ政権を滅ぼしトリポリに本拠を移す。）
ドゥカークは1104年に早世してしまった。かわってトゥグ・テギーンはドゥカークの子で1歳ほどのトゥトゥシュ2世、ついでドゥカークの弟のエルタシュを相次いで立ててそのアタベクとなるが、エルタシュはトゥグ・テギーンの権勢を怖れてダマスカスから逃亡した。その結果、トゥグ・テギーンが支配権を受け継ぐこととなりアタベク政権ブーリー朝が誕生し、ダマスカスのセルジューク政権は断絶した。

### アレッポ政権の消滅とシリア・セルジューク朝の解体
アレッポの政権も支配力は脆弱で、征服したアンティオキアにアンティオキア公国を立てた十字軍の指導者ボエモンによってアンティオキアからアレッポの間にある諸都市を奪われ、一時は滅亡の危機に陥った。
リドワーンは、政権の基盤を支えるために即位直後から親ファーティマ朝の姿勢を取って支援を引き出し、金曜礼拝のフトバにセルジューク朝の属するスンナ派のアッバース朝のカリフにかえてシーア派の一派イスマーイール派であるファーティマ朝のカリフの名を誦ませることすらあったが、このことはかえってスンナ派の信徒が多い北シリアのムスリム（イスラム教徒）たちの支持を失わせることにもなった。また、大セルジューク朝のモースル総督やルーム・セルジューク朝との抗争のために十字軍との同盟を行いさえした。そしてシーア派の過激派教団ニザール派、いわゆる「暗殺教団」（シリアではバーティニ派とも呼ばれた）に心酔してその保護者となり、彼らの言いなりとなっていた。
1113年にリドワーンが没するとカーディー（法治官）イブン・アル・ハシャーブはニザール派教団員を十字軍諸侯との密通を理由に粛清する。リドワーンの子アルプ・アルスラーンが即位するが、彼は気が狂っておりカーディーが当初進めていたリドワーン派粛清を猛烈に進め、さらに気に入らないものすべてを処刑し始めた。アタベクになった宦官のルウルウはこの狂王を翌年、就寝中に暗殺して廃し、かわって弟スルターン・シャーが即位するが、幼いスルターン・シャーはほとんど名目的な王に過ぎず、アレッポは無政府状態に陥りアンティオキア公国の圧迫を日増しに受けるようになった。
1117年にルウルウが暗殺された時には、シリア・セルジューク朝の支配はほとんど瓦解しており、イブン・アル・ハシャーブらが中心となって急ぎ後継者をどこかから連れてくることにした。やがて選ばれたのは、エルサレム総督アルトゥクの息子で、ジャズィーラ地方のマルディンの町の総督をしているイル・ガーズィーだった。彼はアレッポに入ってリドワーンの娘をめとって政権を受け継いだ。アルトゥク朝がアレッポをこうして手にすることになった。同年、スルターン・シャーは廃位されて幽閉され、シリア・セルジューク朝は完全に消滅した。スルターン・シャーが死に、トゥトゥシュの王統が途絶えたのはそれから少し後の1123年のことである。
イブン・アル・ハシャーブの努力の甲斐なく、アレッポの混乱はこの後も続いた。アルトゥク朝も長続きせず、イブン・アル・ハシャーブは今度はモースル総督アル・ボルソキ（ブルスキ）を連れてきてアレッポをモースルに併合するが、イブン・アル・ハシャーブもアル・ボルソキも暗殺教団に殺され混乱はきわまった。この事態を収拾するのは1128年に至り、かつてトゥトゥシュによって殺害されたアク・スンクルの子で、モースルの総督だったザンギーがアレッポに入った後である。

## シリア・セルジューク朝の歴代君主
- トゥトゥシュ（1085年 - 1095年）
- 1095年分割

### ダマスカス
- ドゥカーク（1095年 - 1104年）
- トゥトゥシュ2世（1104年）
- エルタシュ（1104年）

### アレッポ
- リドワーン（1095年 - 1113年）
- アルプ・アルスラーン（1113年 - 1114年）
- スルターン・シャー（1114年 - 1117年）

## 系図
|  |  |                                   |                                   |                                   |                                   | 大セルジューク朝                                   |                                   |  |  |                                              |                                              |                                              |                                              |                                              |                                              |  |  |                                            |                                            |                                            |                                            |                                            |                                            |  |  |  |  |  |  |  |  |  |  |  |  |  |  |  |  |  |  |
|  |  |                                   |                                   |                                   |                                   |                                                    |                                   |  |  |                                              |                                              |                                              |                                              |                                              |                                              |  |  |                                            |                                            |                                            |                                            |                                            |                                            |  |  |  |  |  |  |  |  |  |  |  |  |  |  |  |  |  |  |
|  |  |                                   |                                   |                                   |                                   | アルプ・アルスラーン 大セルジューク朝2代スルターン |                                   |  |  |                                              |                                              |                                              |                                              |                                              |                                              |  |  |                                            |                                            |                                            |                                            |                                            |                                            |  |  |  |  |  |  |  |  |  |  |  |  |  |  |  |  |  |  |
|  |  |                                   |                                   |                                   |                                   |                                                    |                                   |  |  |                                              |                                              |                                              |                                              |                                              |                                              |  |  |                                            |                                            |                                            |                                            |                                            |                                            |  |  |  |  |  |  |  |  |  |  |  |  |  |  |  |  |  |  |
|  |  |                                   |                                   |                                   |                                   | トゥトゥシュ                                       |                                   |  |  |                                              |                                              |                                              |                                              |                                              |                                              |  |  |                                            |                                            |                                            |                                            |                                            |                                            |  |  |  |  |  |  |  |  |  |  |  |  |  |  |  |  |  |  |
|  |  |                                   |                                   |                                   |                                   |                                                    |                                   |  |  |                                              |                                              |                                              |                                              |                                              |                                              |  |  |                                            |                                            |                                            |                                            |                                            |                                            |  |  |  |  |  |  |  |  |  |  |  |  |  |  |  |  |  |  |
|  |  |                                   |                                   |                                   |                                   |                                                    |                                   |  |  |                                              |                                              |                                              |                                              |                                              |                                              |  |  |                                            |                                            |                                            |                                            |                                            |                                            |  |  |  |  |  |  |  |  |  |  |  |  |  |  |  |  |  |  |
|  |  | ドゥカーク ダマスクスのスルターン | ドゥカーク ダマスクスのスルターン | ドゥカーク ダマスクスのスルターン | ドゥカーク ダマスクスのスルターン | ドゥカーク ダマスクスのスルターン                  | ドゥカーク ダマスクスのスルターン |  |  | リドワーン アレッポの初代スルターン          | リドワーン アレッポの初代スルターン          | リドワーン アレッポの初代スルターン          | リドワーン アレッポの初代スルターン          | リドワーン アレッポの初代スルターン          | リドワーン アレッポの初代スルターン          |  |  |                                            |                                            |                                            |                                            |                                            |                                            |  |  |  |  |  |  |  |  |  |  |  |  |  |  |  |  |  |  |
|  |  | ドゥカーク ダマスクスのスルターン | ドゥカーク ダマスクスのスルターン | ドゥカーク ダマスクスのスルターン | ドゥカーク ダマスクスのスルターン | ドゥカーク ダマスクスのスルターン                  | ドゥカーク ダマスクスのスルターン |  |  | リドワーン アレッポの初代スルターン          | リドワーン アレッポの初代スルターン          | リドワーン アレッポの初代スルターン          | リドワーン アレッポの初代スルターン          | リドワーン アレッポの初代スルターン          | リドワーン アレッポの初代スルターン          |  |  |                                            |                                            |                                            |                                            |                                            |                                            |  |  |  |  |  |  |  |  |  |  |  |  |  |  |  |  |  |  |
|  |  |                                   |                                   |                                   |                                   |                                                    |                                   |  |  |                                              |                                              |                                              |                                              |                                              |                                              |  |  |                                            |                                            |                                            |                                            |                                            |                                            |  |  |  |  |  |  |  |  |  |  |  |  |  |  |  |  |  |  |
|  |  |                                   |                                   |                                   |                                   |                                                    |                                   |  |  | アルプ・アルスラーン アレッポの2代スルターン | アルプ・アルスラーン アレッポの2代スルターン | アルプ・アルスラーン アレッポの2代スルターン | アルプ・アルスラーン アレッポの2代スルターン | アルプ・アルスラーン アレッポの2代スルターン | アルプ・アルスラーン アレッポの2代スルターン |  |  | スルターン・シャー アレッポの3代スルターン | スルターン・シャー アレッポの3代スルターン | スルターン・シャー アレッポの3代スルターン | スルターン・シャー アレッポの3代スルターン | スルターン・シャー アレッポの3代スルターン | スルターン・シャー アレッポの3代スルターン |  |  |  |  |  |  |  |  |  |  |  |  |  |  |  |  |  |  |